# Ciśnienie dynamiczne
Ciśnienie dynamiczne (ciśnienie prędkości, spiętrzenie dynamiczne) – ciśnienie wywołane przepływem płynu.
W poruszającym się płynie ciśnienie całkowite jest sumą ciśnieniem statycznego oraz ciśnienia dynamicznego. Uwzględniając energię grawitacyjną płynu, ciśnienie statyczne zależy od wysokości w płynie.
{\displaystyle p_{c}=p_{s}+p_{d}=p_{0}+\rho gh+{\frac {\rho v^{2}}{2}}}
{\displaystyle p_{s}=p_{0}+p_{h}=p_{o}+\rho gh}
{\displaystyle p_{d}={\frac {\rho v^{2}}{2}}}
Do pomiaru ciśnienia dynamicznego służy rurka Pitota lub rurka Prandtla.
W bezwirowym i idealnym płynie całkowite ciśnienie jest jednakowe w całym obszarze płynu, co opisuje równanie Bernoulliego.
gdzie:
- {\displaystyle p_{d}} – ciśnienie dynamiczne,
- {\displaystyle p_{s}} – ciśnienie statyczne,
- {\displaystyle p_{h}} – ciśnienie hydrostatyczne,
- {\displaystyle p_{0}} – ciśnienie statyczne na poziomie odniesienia (0),
- {\displaystyle h} – wysokość względem poziomu 0,
- {\displaystyle g} – przyspieszenie grawitacyjne,
- {\displaystyle \rho } – gęstość płynu,
- {\displaystyle v} – prędkość płynu.